# 新加坡—千里達及多巴哥關係
新加坡－千里達及多巴哥關係是指新加坡与美洲加勒比海岛国特立尼达和多巴哥之間历史上与现代的雙邊關係。双方于1971年12月15日建立大使级外交关系。此后双边关系友好顺利发展。现今兩國均為大英国协、不结盟运动、77國集團成員國。

## 政治交流
新加坡与特立尼达和多巴哥两国均曾经是大英帝国的殖民地，直到各自于1965年、1962年脱离英国而独立，并加入了大英国协。随后两国政府于1971年12月15日建立大使级外交关系，此后双边关系友好顺利发展。特立尼达政府也在建交当年向新加坡委派了一名非常驻高级专员，驻地位于印度新德里，延续至今。不过截至2022年，新加坡暂未向特立尼达和多巴哥委派任何外交代表。
2009年，新加坡总理李显龙出访了特立尼达和多巴哥，并出席在当地举行的共和联邦政府首脑会议。

## 经贸关系
两国的经贸投资联系于20世纪70年代确立。当时特立尼达和多巴哥政府就已经开始寻求加强与新加坡的贸易投资关系。并在建设环保领域寻求新加坡的经验。据經濟複雜性研究中心统计，2020年，新加坡与特立尼达和多巴哥的双边贸易额达到4420万美元，其中特立尼达和多巴哥出口1920万美元，主要出口石油天然气等产品。而新加坡则向特立尼达和多巴哥出口了2500万美元，主要出口各类车辆、挖掘机械等。新加坡也是特立尼达和多巴哥在亚洲的第8大出口伙伴。